# Avignonet-Lauragais
Avignonet-Lauragais is een gemeente in het Franse departement Haute-Garonne (regio Occitanie). De plaats maakt deel uit van het arrondissement Toulouse. Avignonet-Lauragais telde op 1 januari 2022 1.600 inwoners.

## Geografie
De oppervlakte van Avignonet-Lauragais bedroeg op 1 januari 2022 40,66 vierkante kilometer; de bevolkingsdichtheid was toen 39,4 inwoners per km².

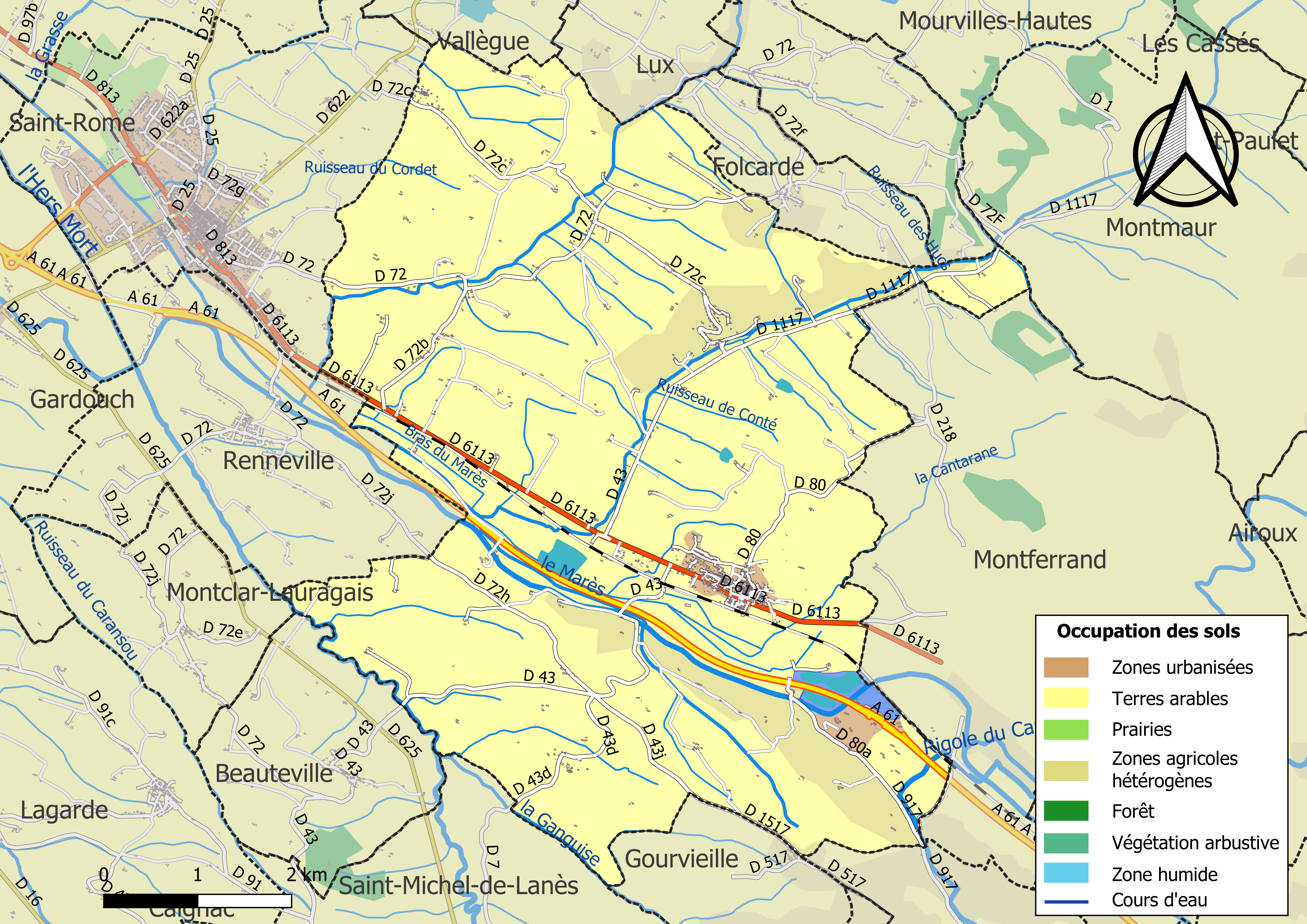
Kaart van de gemeente met belangrijkste infrastructuur, bodemgebruik en omliggende gemeenten

## Demografie
Onderstaande figuur toont het verloop van het inwonertal (bron: INSEE-tellingen).